# Saison 1920-1921 de la PCHA
Saison précédente Saison suivante
La saison 1920-1921 est la dixième saison de l'Association de hockey de la Côte du Pacifique (souvent désignée par le sigle PCHA en référence à son nom anglais : Pacific Coast Hockey Association), ligue de hockey sur glace d'Amérique du Nord. Chacune des trois équipes qui disputent la saison joue vingt-quatre rencontres ; à la fin du calendrier, les Millionnaires de Vancouver sont la meilleure équipe de la saison régulière et battent les Metropolitans de Seattle en séries éliminatoires. Ils disputent ensuite la Coupe Stanley contre les Sénateurs d'Ottawa, champions de la Ligue nationale de hockey et ils sont vaincus en cinq rencontres.

## Saison régulière

### Classement
| Équipe                     | PJ | V  | D  | N | Pts | BP | BC |
| -------------------------- | -- | -- | -- | - | --- | -- | -- |
| Millionnaires de Vancouver | 24 | 13 | 11 | 0 | 26  | 86 | 79 |
| Metropolitans de Seattle   | 24 | 12 | 11 | 1 | 25  | 77 | 68 |
| Aristocrats de Victoria    | 24 | 10 | 13 | 1 | 21  | 72 | 88 |

### Statistiques
| Nom           | Équipe    | PJ | BC | Bl | Moy |
| ------------- | --------- | -- | -- | -- | --- |
| Hap Holmes    | Seattle   | 24 | 68 | 0  | 2,8 |
| Hugh Lehman   | Vancouver | 24 | 78 | 3  | 3,3 |
| Norman Fowler | Victoria  | 24 | 88 | 3  | 3,7 |

| Nom               | Équipe    | PJ | B  | A  | Pts | Pun |
| ----------------- | --------- | -- | -- | -- | --- | --- |
| Frank Fredrickson | Victoria  | 21 | 20 | 12 | 32  | 3   |
| Smokey Harris     | Vancouver | 24 | 15 | 17 | 32  | 6   |
| Frank Foyston     | Seattle   | 23 | 26 | 5  | 31  | 0   |
| Jack Adams        | Vancouver | 24 | 17 | 13 | 30  | 60  |
| James Riley       | Seattle   | 24 | 23 | 5  | 28  | 19  |
| Bernie Morris     | Seattle   | 22 | 11 | 13 | 24  | 3   |
| Alf Skinner       | Vancouver | 24 | 20 | 4  | 24  | 22  |
| Lloyd Cook        | Vancouver | 24 | 12 | 9  | 21  | 18  |
| Thomas Dunderdale | Victoria  | 24 | 9  | 11 | 20  | 18  |
| Mickey MacKay     | Vancouver | 22 | 11 | 8  | 19  | 15  |

## Séries éliminatoires
Seattle et Vancouver se rencontrent pour la quatrième année consécutive pour le titre de champion de la saison. Vancouver remporte le titre au total des buts inscrits (13–2).
| Date    | d'Accueil | Score | Visiteurs |
| ------- | --------- | ----- | --------- |
| 14 mars | Vancouver | 7–0   | Seattle   |
| 16 mars | Seattle   | 2–6   | Vancouver |

## Coupe Stanley
| Date    | Vainqueur | Score | Perdant   |
| ------- | --------- | ----- | --------- |
| 21 mars | Vancouver | 2–1   | Ottawa    |
| 24 mars | Ottawa    | 4–3   | Vancouver |
| 28 mars | Ottawa    | 3–2   | Vancouver |
| 31 mars | Vancouver | 3–2   | Ottawa    |
| 4 avril | Ottawa    | 2–1   | Vancouver |